# Françoise Bourguignolle
Françoise Bourguignolle (ou Françoise Tarpon, née le 7 novembre 1790 à Brest et morte le 18 décembre 1849 à Lambézellec) est une fouriériste. Elle participe à la diffusion des idées et de la littérature fouriériste à Brest.

## Biographie
Françoise Tarpon est la fille de Marguerite Carreau (ou Caro) et de son compagnon Vincent Talpon (ou Tarpon, comme corrigé par sa mère au mariage de Françoise) (-1811). Son père est aubergiste italien originaire du Piémont. Il reconnaît sa fille en décembre 1792, sitôt le divorce avec sa première épouse prononcé. 
Françoise Tarpon épouse d'abord le marchand Abraham Duemann, qui meurt brutalement en 1822. Le 19 juillet 1824, elle épouse, en secondes noces, Nicolas-Alexandre Bourguignolle, un architecte et entrepreneur du bâtiment qui fait fortune grâce aux travaux sur les fortifications de la ville. Il est membre du groupe phalanstérien finistérien et Françoise Bourguignolle se rallie également au fouriérisme. Le couple investit généreusement dans les projets du groupe de Fourier. Ils achètent une exploitation agricole à Guipavas et s'y installent pour y expérimenter les thèses fouriéristes. Ils donnent la somme de cinq cents francs pour aider le mouvement fouriériste à se développer. 
En 1841, Nicolas-Alexandre Bourguignolle se rend à Cîteaux avec ses amis Jean Foucault, un saint-simonien ami de Charles Pellarin, devenu fouriériste et Etienne Constant, un agriculteur de Brest, où se crée une colonie phalanstérienne. Il investit de l'argent dans la société mais le projet échoue et il rentre à Brest.
Le couple Bourguignolle s’installe alors à l’entrée de la ville de Brest, sur la commune de Lambézellec.
En avril 1845 une « librairie sociétaire locale » (en réalité un dépôt) est ouverte à Brest, à la suite de la fermeture de la « Librairie sociale » de Caroline Aubrée. Dès l’automne, le couple en prend la gestion et joue un rôle de relais entre La Démocratie pacifique (nouveau nom du journal Le Phalanstère) et les militants locaux. Françoise Bourguignolle est chargée de recevoir les cotisations (34 cotisants en 1847) et de réceptionner et diffuser les ouvrages, journaux et brochures. À partir de l'été 1847, ce travail est dévolu à un autre fouriériste, Jules-Jean Feillet et elle peut participer à l’organisation de la venue à Brest du conférencier Victor Hennequin à l’automne 1846. Il y présente les idées fouriéristes devant trois cents personnes et visite le bagne et l’arsenal militaire de la ville. 
Elle meurt le 18 décembre 1849 dans sa propriété, au Grand Chemin de Landerneau à Lambézellec. La Démocratie pacifique présente alors ses condoléances à son époux.  